# Суровецкий, Аскольд Евгеньевич
Аскольд Евгеньевич Суровецкий (род. 31 января 1942, Дружина) — советский и российский тренер по пауэрлифтингу. Заслуженный тренер Якутии. Заслуженный тренер России. Чемпион Европы EPF по пауэрлифтингу среди ветеранов в 1996 году. Серебряный призер Чемпионата Мира IPF по пауэрлифтингу среди ветеранов в 1996 году. Многократный чемпион и рекордсмен России по пауэрлифтингу. 
Автор статей и методик на тему пауэрлифтинга. Подполковник КГБ (1970 - 1990г.г.) 

## Биография
Родился 31 января 1942 года в селе Дружина. Отец — Евгений Кузьмич Суровецкий — ветеран физкультурного движения в Якутии, активный пропагандист здорового образа жизни. Дед — Козьма Евтропиевич Суровецкий — революционер, член боевой дружины РСДРП, председатель Союза рабочих, член Общества политкаторжан.
В 1964 году окончил инженерно-технический факультет Якутского университета — ныне Северо-Восточный федеральный университет. Основатель атлетического движения в Якутии, в 1965 году организовал городской клуб «Спарта» в Якутске. Первый председатель республиканской федерации культуризма, Судья республиканской категории с 1993 года.
Тренер Чемпионов и Призеров Мира, Европы, России, Москвы, воспитал заслуженного мастера спорта России Гурьянова Максима, мастеров спорта международного класса: Чоповского Ярослава, Борисову Марину, Неустроеву Ирину, Ким Михаила, Климкину Наталью.
Семейное положение: женат, двое дочерей, в настоящее время пенсионер с 1991 года, тренер по пауэрлифтингу на общественных началах в городе Зеленограде, увлекается музыкой, пишет стихи.

## Лучшие результаты
В весовой категории до 75 кг. возраст 54 года: Приседание 200 кг, жим лежа 140 кг, становая тяга 262,5 кг, сумма 585 кг.